# Mercado de Santa Catalina
El mercado de Santa Catalina (en catalán: mercat de Santa Caterina) es una plaza de abastos ubicada en el barrio de San Pedro, Santa Catalina y la Ribera de Barcelona. Construido en 1844 y remodelado en 2005 sobre un antiguo convento, del que heredó el nombre, es el mercado cubierto más antiguo de la ciudad.
El mercado de Santa Catalina es un edificio aislado que ocupa una manzana entre la avenida de Francesc Cambó y las calles de Freixures, de en Giralt el Pellisser y de Colomines. Se encuentra muy cerca de la vía Layetana, del palacio de la Música Catalana, de la basílica de Santa María del Mar y de la catedral gótica.

## Historia
El convento de Santa Catalina, establecido en 1243 fue derribado en 1837, un año después de verse afectado por la desamortización. En el mismo emplazamiento, entre 1844 y 1848, se levantó el mercado, según un proyecto neoclásico de Josep Mas i Vila y Josep Buxareu.
El mercado sufrió una reforma integral entre 1997 y 2004, proyectada por Enric Miralles y Benedetta Tagliabue. Uno de los cambios más significativos de esta reforma fue la nueva cubierta de colores, inspirada en el trencadís gaudiniano. En el transcurso de las obras aparecieron diversos restos arqueológicos del antiguo convento, que actualmente pueden observarse en el subsuelo del mercado, como parte del Museo de Historia de Barcelona (MUHBA).

## Arquitectura
Del edificio neoclásico original se conservan la fachada principal y las laterales. La fachada principal está formada por una serie de arcadas de arco de medio punto sobre las que hay una cornisa y una barandilla de balaustres. En el centro está la puerta formada por dos pilastras con capitel dórico, que queda a la altura de la cornisa, que aguantan un alto muro con un arco de medio punto dentro y, encima, un frontón sin decoración. En las fachadas laterales se repite el esquema de arcadas y balaustrada combinado con puertas similares a la principal. En cada fachada lateral se abren tres puertas y las centrales el frontón es sustituido por un entablamento sobre el que hay un muro escalonado, y la clave de bóveda del arco de medio punto está resaltado.
La fachada posterior se rehízo en la remodelación del 2005. Esta fachada no hace una línea recta como las otras sino que hace una diagonal creando líneas angulosas. La parte inferior es un gran escaparate de vidrio con columnas de hierro. La parte superior recorre las formas curvas del tejado y está decorado con rectángulos de madera cubierto por tablones como si fueran patente pegados al muro. El tejado también es fruto de la reforma del siglo XXI y toma un gran protagonismo. Hace unas líneas ondulantes que en algunos puntos llegan a ser arcos parabólicos. La cubierta está sostenida por una encaballada de madera, allí donde las ondulaciones son menos pronunciadas, y por vigas de hierro. En las fachadas principal y posterior las vigas se apoyan sobre grupos de tubos de hierro que llegan hasta el suelo y cogen formas retorcidas. Además, en la fachada posterior sobresale una gran viga de obra. El tejado por la parte interior está forrada de madera pero externamente está cubierta por un mosaico cerámico de 4200 metros cuadrados con los colores de las frutas y las verduras. En el interior, los pasillos con las paradas siguen líneas irregulares, lo que da sensación de amplitud. Toda la estructura de la cubierta es visible. Encima de la puerta principal hay una pequeña estructura de madera con la figura de Santa Caterina. En la parte posterior del edificio se ha reservado un espacio donde se han dejado visibles los restos del antiguo convento de Santa Catalina. Junto con los restos, el MUHBA ha instalado una serie de paneles para explicar la historia y facilitar la compresión de los restos.